# 1er janvier 2013
Le mardi 1er janvier 2013 est le 1er jour de l'année 2013.

## Décès
- Moses Bosco Anderson ; Prélat catholique américain.
- Lory Blanchard (en) ; Joueur de rugby à XIII international néo-zélandais, puis entraîneur des Kiwis.
- Lucio Dell'Angelo (it) ; Footballeur italien (Fiorentina, Hellas Vérone, Atalanta Bergame).
- Christopher Martin-Jenkins ; Journaliste sportif britannique, spécialiste du cricket.
- Patti Page ; Chanteuse américaine.

## Événements
- l'Irlande prend la présidence tournante de l'Union européenne et succède à Chypre ;
- le Royaume-Uni prend la présidence tournante du G8 ;
- Marseille[1] et Košice deviennent capitales européennes de la culture ;
- la Hongrie applique sa réforme territoriale. Les districts remplacent les micro-régions statistiques.